# Torre do Relógio de Messejana
A Torre do Relógio de Messejana é um edifício histórico na vila de Messejana, no Município de Aljustrel, na região do Alentejo, em Portugal.

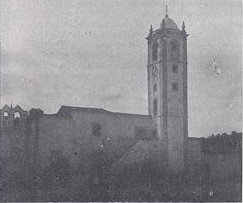
Fotografia da torre, publicada na obra Diário Alentejano, de 1931.

## Descrição e história
O imóvel está situado numa praça no interior da vila de Messejana, nas imediações de outros monumentos importantes, como a Igreja da Misericórdia, a Casa dos Morgados Moreiras, e o Pelourinho, em cuja zona de protecção se insere. Tinha como função principal regular a vida quotidiana dos habitantes da vila, através do seu sino.
A torre apresenta principalmente uma arquitectura vernácula, com uma grande sobriedade geométrica e definição de volumes típicos das linhas construtivas em voga na região do Baixo Alentejo, entre os séculos 17 e 18. Conta com vário alguns elementos barrocos, que podem ser considerados como uma interpretação deste estilo sobre as tendências tradicionais, e que consistem em vários cunhais e barras em tons coloridos, e nos pináculos piramidais em redor do domo. A estrutura consiste numa torre de forma quadrangular, e numa escadaria exterior de acesso, adossada pelo lado Sul, enquanto que a face ocidental está parcialmente anexada ao edifício da antiga Casa da Câmara. Os alçados são todos de pano único, com cunhais pintados em tons azuis, estando divididos em três registos no lado Sul, quatro nos lados Norte e Leste, e dois na face ocidental, sendo os registos separados por cunhais em argamassa. Nos alçados Norte e Sul encontra-se o mostrador do relógio, e no piso superior abrem-se olhais nas quatro faces, sendo todos de configuração semelhante, com arco de volta perfeita sobre pilastras. Na face Sul destaca-se igualmente um outro olhal, situado sobre a porta de acesso, e onde se encontra um sino. O interior está organizado em três pisos, correspondendo o primeiro à porta de acesso à escadaria exterior, tendo no interior um conjunto de escadas rodeando um poço central, onde estão suspensos os pesos. Estas escadas terminam num compartimento onde se encontra o mecanismo do relógio, e uma outra escada de acesso ao piso superior, onde se abrem os olhais.
A torre foi construída provavelmente na década de 1720, durante uma fase de grande progresso na vila. Em 1980 foram instaladas as escadas interiores da torre, em betão.